# 3181 Ahnert
3181 Ahnert (1964 EC) là một tiểu hành tinh vành đai chính được phát hiện ngày 8 tháng 3 năm 1964 bởi Freimut Börngen ở Tautenburg.